# 서울중랑초등학교
서울중랑초등학교(서울中浪初等學校)는 대한민국 서울특별시 중랑구 면목동에 있는 공립 초등학교이다.

## 학교 연혁
- 1971.05.08 58학급으로 개교
- 2008.01.04 중국 남경시 '장양소학교'와 자매학교 결연
- 2008.02.04 학교공원화사업 및 보노간과 별관 연결공사 완공
- 2009.04.01 방과후 보육교실 설치
- 2011.09.01 제12대 권세익 교장 부임
- 2013.12.11 중랑 어울채 개관식
- 2014.03.01 2014학년도 35학급 개설(특수학급 2학급)
- 2014.03.01 제13대 태양실 교장 부임
- 2015.08.12 방송실 현대화 사업
- 2015.09.01 제14대 서정미 교장 부임
- 2015.09.25 중랑병설유치원 공사 완료
- 2016.02.17 제43회 졸업식 (155명, 총 21,941명 배출)
- 2016.03.01 36학급 편성 (특수학급 2학급 포함)
- 2016.05.18 중랑병설유치원 개원
- 2016.08.19 도서실 리모델링사업 완료
- 2016.10.18 음수대 설치 사업 완료
- 2016.12.28 학교경영우수학교 표창
- 2017.02.17 제44회 졸업식(남 63명, 여 77명 계 140명 총 졸업생 22,081명)

## 참고 자료
- 서울중랑초등학교 - 한국교육학술정보원 학교알리미